# Tako-yaki

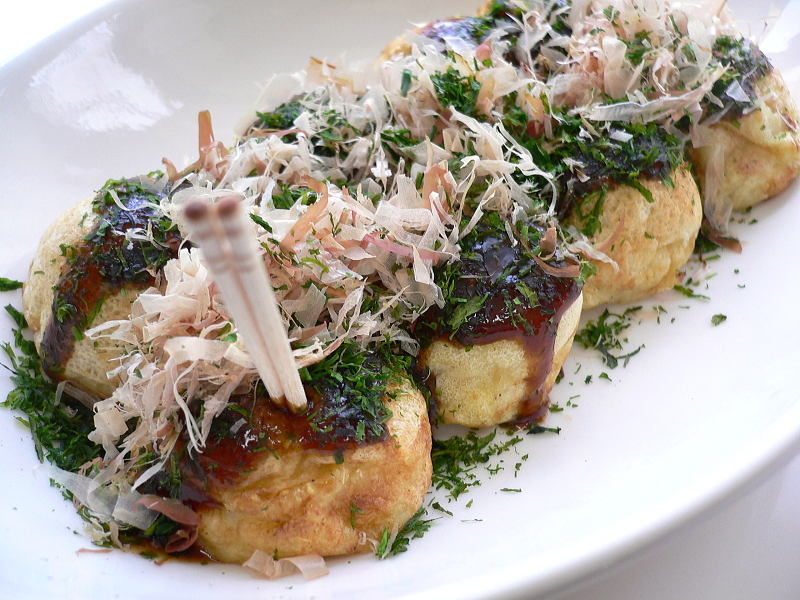
Tako-yaki als Gericht im Restaurant

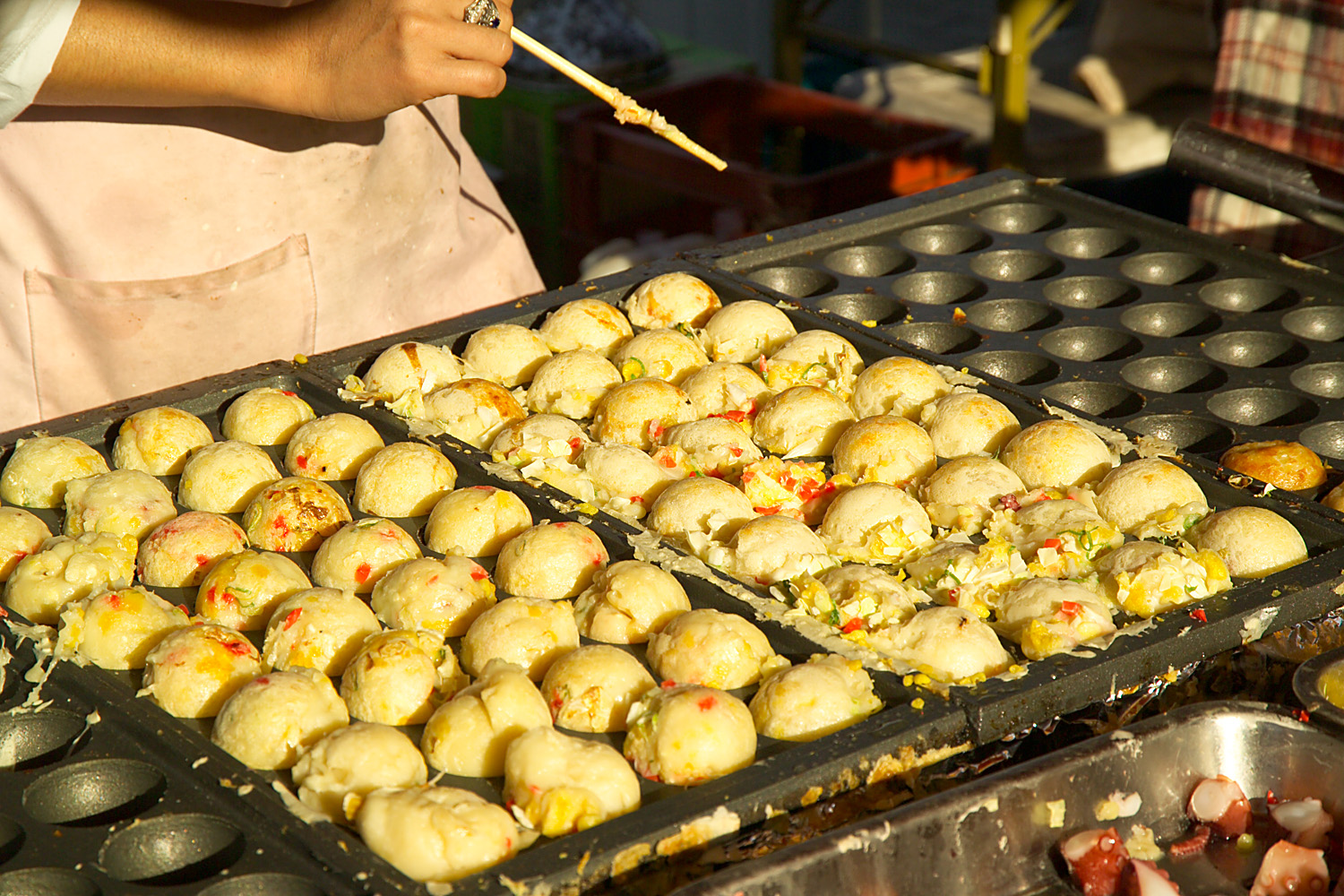
Takoyaki-Eisen beim Straßenverkauf in Osaka

Tako-yaki, auch Takoyaki (japanisch たこ焼き, auch 蛸焼き, „Gebratener Krake“), ist ein japanisches warmes Imbissgericht aus Osaka. Zugeschrieben wird dieses Gericht Tomekichi Endo (遠藤留吉 Endo Tomekichi) vom Restaurant Aizuya (会津屋). Dieser hat es 1935 aus dem Vorläufer Rajioyaki entwickelt.

## Herstellung
In eine etwa pflaumengroße Teigkugel wird ein Stückchen Oktopusarm eingelassen. Zum Garen benutzt man ein spezielles Brateisen mit 16 oder mehr runden Vertiefungen, ähnlich wie bei der Zubereitung von Poffertjes oder einem einseitigen Waffeleisen. Das Wenden erfordert ein wenig Geschick, um eine ansprechend runde Form zu erhalten. Die oft acht Takoyaki pro Portion werden je nach Geschmack mit einer Sauce ähnlich der Okonomiyaki-Sauce und wahlweise mit Mayonnaise garniert. Auf die Sauce kommt dann oft noch Aonori (getrockneter Seetang) und Katsuobushi (in hauchdünne Flocken geraspelter getrockneter Bonito-Fisch).
Beliebt ist Takoyaki unter anderem als Snack bei Festen und in Vergnügungsparks. Gegessen wird nicht mit Stäbchen, sondern mit einem japanischen Zahnstocher.
Typische Zutaten sind Wasser, Mehl, Ei, Oktopus, Shōga, Tenkasu und Frühlingszwiebeln.

### Alternativen
Bei der veganen Variante werden entweder Champignons oder Tofu als Tintenfischersatz genutzt.

## Sonstiges
Der Asteroid (6562) Takoyaki ist nach dem Gericht benannt.